# Chrysobothris neotexana
Chrysobothris neotexana är en skalbaggsart som beskrevs av Dozier 1955. Chrysobothris neotexana ingår i släktet Chrysobothris och familjen praktbaggar. Inga underarter finns listade i Catalogue of Life.